# Feltpost
Feltpost er det samme som militærpost, bruges når militære delinger er i felten under krig. Der oprettes da et feltpostkontor, breve og andet post til folk i militær tjeneste sendes så til en feltpostadresse som er den samme uanset hvor delingen måtte befinde sig. Mange land benytter feltpostsystemet. Den ældst kendte brug af militærpost stammer fra den egyptiske hær omkring 2000 f.Kr.
Nedenfor ses et eksempel på feltpost fra sønderjysk soldat under 1. verdenskrig sendt i februar 1917.
- Forside
- Brevet
- Bagside

| Militær | Spire Denne artikel om militær er en spire som bør udbygges. Du er velkommen til at hjælpe Wikipedia ved at udvide den. |